# Distretto di Chikballapur
Il distretto di Chikballapur è un distretto del Karnataka, in India, di 1 149 007 abitanti. È situato nella divisione di Bangalore e il suo capoluogo è Chikballapur.
Il distretto è stato creato il 23 agosto 2007 e in precedenza faceva parte del distretto di Kolar. Il distretto comprende sei comuni, denominati taluka: Bagepalli, Chikballapur, Chintamani, Gauribidanur, Gudibanda e Sidlaghatta.